# Tabanus stygius
Tabanus stygius är en tvåvingeart som beskrevs av Thomas Say 1823. Tabanus stygius ingår i släktet Tabanus och familjen bromsar. Inga underarter finns listade i Catalogue of Life.